# دیره الله‌یار
دیره الله‌یار (به انگلیسی: Dera Allah Yar) یک شهر در پاکستان است که در ناحیه جعفرآباد واقع شده‌است.